# Камий Демулен
Люси Симплис Камий Беноа Демулен (на френски: Lucie-Simplice-Camille-Benoît Desmoulins; 2 март 1760 – 5 април 1794), е френски журналист и политик, изиграл важна роля във Френската революция. Той е приятел от ученическите години с Максимилиан Робеспиер и близък приятел и политически съратник на Жорж Дантон, две от най-влиятелните фигури във Френската революция. Демулен е осъден и екзекутиран заедно с Дантон, когато Комитетът за обществено спасение се обявява срещу дантонистката опозиция.

## Ранни години
Демулен е роден в Гиз, Пикардия. Баща му, Жан Беноа Никола Демулен, е селски адвокат и генерал-лейтенант на баяж Гиз. С ходатайството на свой приятел той успява да получи стипендия за лицея Луи Льо Гран в Париж за четиринадесетгодишния си син. Камий се проявява като талантлив ученик и изпъква сред такива съученици, станали известни по-късно, като Максимилиан Робеспиер и Луи-Мари-Станислас Фрерон. Той е отличник по класическа литература и политика и обича да чете Цицерон, Тацит и Тит Ливий. Завършва право и получава назначение като адвокат в Парижкия парламент през 1785 година, но сериозното му заекване и размирният му нрав са сериозни препятствия по пътя към успеха. Поради това се насочва към писането, а неговият интерес към обществения живот предопределя кариерата му на политически журналист.
През март 1789 г. баща му е избран за представител в Генералните щати от баяж Гиз, но поради болест не заема мястото си. Камий Демулен, който остава само зрител на церемонията по тържественото им откриване на 5 май 1789 г. във Версай, пише за това събитие Ода за Генералните Щати. Репутацията му на журналист укрепва, когато граф Мирабо, силна политическа фигура, който лавира между аристократите и развиващото се реформаторско движение, го ангажира да работи за неговия вестник.

## Юли 1789
Поради затрудненията в адвокатската му кариера положението на Демулен в Париж е много нестабилно и той често живее в бедност. Въпреки това, той е много вдъхновен от атмосферата на политически реформи, съпровождаща Генералните щати. В писмо до баща си от периода той разказва за шествието на депутатите към Версайския дворец и критикува събитията около закриването на заседателната зала, довело до известната Клетва в залата за игра на топка.
Внезапното уволнение на популярния министър на финансите Жак Некер от Луи XVI на 11 юли 1789 се оказа искрата, подтикнала Демулен по пътя към славата. На 12 юли, предизвикан от новината, Демулен скача върху маса в едно от многото кафенета в градината на Пале Роял, средище на политическата опозиция срещу краля, и отправя страстен призив към околните. В силна възбуда и на пресекулки от обичайното си заекване, той посочвайки уволнението на Некер като предвестник на нова Вартоломеева нощ срещу патриотите и призовава неспокойната тълпа „да вземем оръжие в ръце и да се обозначим с кокарди, с които да се разпознаваме“. Настаняването на голям брой кралски войски в Париж, много от които чуждестранни полкове, карат Демулен и другите политически радикали да смятат, че предстои неизбежна разправа на краля с инакомислещите. Идеята се възприема като правдоподобна и плашеща, хората бързат да грабнат оръжие в ръце и организират бунтове, които бързо се разпространяват из цял Париж.
Първоначално избраният зелен цвят на кокардите се свързва със свободата, и те са импровизирани с листа от дърветата в Пале Роял. Тъй като обаче зеленият цвят се свързва с граф д ' Артоа, брат на краля, кокардите бързо са заменени с други в традиционните цветове на Париж: червено и синьо. Тълпи, самоорганизирали се по този признак, атакуват Дома на инвалидите и разграбват складираното там оръжие, а на 14 юли започват да щурмуват Бастилията.

## Журналистика
През май-юни 1789 Демулен пише памфлета Свободна Франция (La France Libre), който е доста смел и издателят му отказва да го публикува. След щурма на Бастилията и след активната му роля в събитията, отношението към него се променя и на 18 юли памфлетът е публикуван. Изразените в него мнения значително изпреварват обществените нагласи за момента, в частност, Демулен ясно призовава към републиканско управление „... народно и демократично управление е единственото, което подхожда на Франция и на всички онези, достойни да се наричат човеци.“ La France Libre дискутира ролята на краля и критикува „даденото му от бога“ право, както и привилегиите на френските благородници и на католическата църква.
През ноември Демулен започва да издава седмичен вестник, Histoire des Révolutions de France et de Brabant, който продължава да излиза до края на юли 1791. Вестникът е антироялистки и про-революционен и съдържа политически репортажи, революционна полемика, сатира и културни коментари. Той прославя революционния плам на „патриотите“ от бойните полета на Брабант до района Cordeliers в Париж (седалище на Клуба на корделиерите, чийто известен член е Демулен) и критикува неравенството и излишествата на аристократите. Свирепите атаки срещу противниците му водят до съдебни дела и ответни атаки в пресата срещу Демулен. Сред атакуваните от него са Жак-Пиер Брисо и други изявени жирондисти. Личната му вражда с Брисо продължава и през 1793 той пише Fragment de l'histoire secrète de la Révolution (известна и като Histoire des Brissotins), насочена срещу групата на жирондистите – брисотинци, които обвинява в предателство и контрареволюционна дейност. Публикацията е в отговор на призивите на Брисо и неговите последователи да бъдат разпуснати Парижката Комуна и организациите на якобинците. Това допринася за настройване на общественото мнение, последвано от арест и екзекуция на жирондистките водачи, включително Брисо, през октомври 1793 г. Въпреки негативното си отношение, Демулен съжалява за гибелта им и започва да променя отношението си към по-крайните якобинци.

Още през 1791 г. Демулен прозорливо характеризира Якобинския клуб:
| „ | Якобинският клуб е истинският следствен комитет на нацията... Не само че се изявява като големия инквизитор, който ужасява аристократите, но е и големият реформатор, който поправя нередностите и се притича на помощ на всички граждани | “ |

.
От декември 1793 г. Демулен започва да издава най-известния си вестник: „Старият корделиер“ (Le Vieux Cordelier), наричан вестник на „снизходителните“, тъй като прокарва по-умерени идеи. Дори в заглавието прозира конфликтът му с текущия режим (т.е. това е гласът на старите членове на Клуба на корделиерите, в контраст с по-радикалните якобинци, дошли на власт през юни 1793). В седемте му публикувани броя Демулен заклеймява атмосферата на подозрителност, бруталност и страх, които стават характерна черта на революцията по време на якобинската диктатура и сравнява царството на терора с тираничния режим на римския император Тиберий. В противовес на безмилостните действия на Комитета за обществено спасение той призовава да се основе „Комитет за милосърдие“ и се обръща директно към Робеспиер. Тези му писания се тълкуват като контрареволюционни, водят до изключването му от Клуба на корделиерите и заклеймяването му от страна на радикалните якобинци и след няколко месеца логично завършват с ареста му.

## Политическа кариера
Демулен взема активно участие в нападението на двореца Тюйлери на 10 август 1792 г. Непосредствено след това е назначен за главен секретар на Жорж Дантон, който става министър на правосъдието. На 8 септември е избран в Конвента като депутат от Париж. Част от групата на монтанярите, той гласува за провъзгласяването на Франция за република и за екзекуцията на краля. Политическите му възгледи следват тези на Дантон и (първоначално) Робеспиер.
Появата на Vieux Cordelier през 1793, макар че изданието е посветено на Дантон и Робеспиер и той ги нарича приятели, бележи началото на разрива между Демулен и Робеспиер. Изданието, първоначално насочено срещу ултра радикалната фракция на ебертистите, бързо разширява критиката си към Комитета за обществено спасение и Революционния трибунал. Демулен призовава Робеспиер да насочи тези институции към умереност. През декември Робеспиер предлага сформиране на комисия, която да освободи невинно задържаните, но идеята не е възприета.
На 7 януари 1794 Якобинският клуб иска изключването на Демулен. В опит да го защити, Робеспиер предлага да бъдат изгорени броевете, които са окачествени като клеветнически. Демулен отвръща „Brûler n'est pas répondre“ („изгарянето не е отговор“), и отказва да се покае. Междувременно друг сътрудник на Дантон, Фабр д’Еглантен, се замесва в шумен финансов скандал, който хвърля сянка върху дантонистите и Робеспиер променя отношението си към Демулен. След като ебертистите са заклеймени и осъдени през март 1794, крайните якобинци (особено Сен Жюст) се прицелват към Дантон и „индулгентите“, т.е. центристите. Дантонистите са обвинени в корупция и контрареволюционна конспирация, Комитетът за обществено спасение им отправя обвинения и на 31 март е издадена заповед за арест на Демулен.

## Съд и екзекуция
Дантон, Демулен и много други истински или набедени дантонисти са съдени между 3 и 5 април от Революционния трибунал. Процесът е политически по характер и не се придържа към процедурата: на обвиняемите е отказана защита с нарочен декрет на Конвента. Това обстоятелство, заедно с мъглявите и често нелепи обвинения и заплахи, отправени от главния прокурор Фуке-Тенвил (който е далечен братовчед на Демулен), спомага за осъдителната присъда. На обвиняемите не се разрешава и да призоват свидетели в своя защита, макар че те са направили постъпки за това, в случая на Демулен той е призовал като свидетел Робеспиер. Присъдата е произнесена в отсъствието на обвиняемите, които са изведени от съдебната зала, с претекст да се предотвратят безредици, а изпълнението ѝ е насрочено за същия ден.
При отвеждането на Демулен към ешафода той научава, че жена му Люсил (Lucile Duplessis) също е арестувана (тя е екзекутирана след осем дни). От групата от петнадесет гилотинирани на 5 април Демулен загива трети поред, а Дантон е последен.